# Joachim Ringelnatz
Hans Bötticher (pseudonym: Joachim Ringelnatz), (7. august 1883 i Wurzen – 17. november 1934 i Berlin) var en tysk forfatter og maler.
Ringelnatz var sømand i sin ungdom og tilbragte 1. verdenskrig i søværnet om bord på en minestryger. Inden krigen var han begyndt som forfatter og skuespiller i kabareter med ironiske digte med brug af ordspil og undertiden nonsenstekst.
Samtidig med dette skabte han sig også en karriere som billedkunstner med omfattende produktion, hvoraf dog tilsyneladende en stor del er forsvundet under 2. verdenskrig. Omkring 200 værker (malerier og tegninger) har overlevet, trods nazisternes forbud mod dem, idet de betragtede hans kunst som Entartete Kunst.
Han pådrog sig tuberkulose i 1933, hvilket blev årsag til hans død året efter.

## Eksempler på Ringelnatz' kunst
- Titelbladet fra hans digtsamling Kuttel Daddeldu (1920)
- Omslagsillustration til hans børnebog Geheimen Kinderspielbuch
- Hafenkneipe, maleri, 1933